# Sybra masatakai
Sybra masatakai är en skalbaggsart som beskrevs av Makihara 2007. Sybra masatakai ingår i släktet Sybra och familjen långhorningar. Inga underarter finns listade i Catalogue of Life.